# Rågwhiskey
Rågwhiskey (Rye Whiskey) är whiskey gjord på råg som förknippas med amerikansk whiskey. Råg var den dominerande sädessorten i amerikansktillverkad whiskey tills majs började dominera på 1800-talet, vilken kallades bourbon. I Kanada fortsatte råg vara det dominerande sädesslaget och därför används rye whiskey ibland synonymt om kanadensisk whiskey.
I USA så kontrolleras bourbon och rye whiskey på samma sätt och ska enligt lag i USA göras på minst 51 procent råg. Den lagras på nykolade ekfat. Beteckningen Straight Rye ska ha lagrats i minst två år.
I Kanada var tidigare all whisky dominerad av råg och kallades allmänt för "rye". Det finns dock inga krav på att kanadensisk whisky skall tillverkas av mäsk gjord på råg, men ett mindre antal kanadensiska whiskymärken är fortfarande rågwhiskey. I drinkar, som till exempel Manhattan, där originalreceptet sa Rye Whiskey används ofta kanadensisk whiskey som bas.